# 충상
충상(忠常, ?~?)은 백제 출신의 신라 관리이다.

## 생애
660년 8월 20일 (음력 7월 9일) 신라와 당이 연합하여 백제를 공격하자 계백과 함께 김유신이 지휘하는 5만 신라 정예군과 황산벌에서 싸웠다. 그러나 참패하여 계백을 포함한 4980명이 모두 전사했고, 충상과 상영 등 20여 명은 신라에 투항하였다. 상영과 충상은 신라의 태종무열왕으로부터 6두품에 일길찬 벼슬을 받아 신라 귀족으로 편입되었다.
후 아찬(阿飡) 관등에 올라 백제부흥군 정벌에 참가했다.

## 충상이 등장한 작품
- 《삼국기》(KBS, 1992년~1993년 배우:김시원
- 《대왕의 꿈》-(KBS, 2012년~2013년, 배우:김용헌 )